# 点灯管
点灯管(てんとうかん、英: fluorescent-lamp starter, fluorescent ballast, tubelight starter starter, neon-lamp starter, bulb starter.)は蛍光灯を点灯させる際に使われる器具である。
スターター形の蛍光灯は点灯する前に内部電極の予熱を必要とする。
点灯管は、その蛍光灯の電極を予熱するためのパルスを生み出す。
照明器具の仕組みとして、点灯管の使用回数が増え耐久性能を超えると蛍光灯の点灯までの時間が長くなったり点灯できなくなるが、蛍光管と同様に点灯管のみを容易に交換できるようになっている。

## 構造と動作

### 点灯管
グロー式点灯管は、放電管を内蔵し、バイメタルの働きにより数度のスイッチングを経て蛍光灯の電極を予熱して蛍光灯を点灯させる。
これはグロースターター(英: glow starter)·グローランプ(英: glow lamp)·グロー球等とも呼ばれる。
金属や主流となっている樹脂製の覆いを有し、その内部に不活性のガスが封入されたガラス管がある。
E型とP型の構造は殆ど同じだが、P型にはコンデンサーが内蔵されており、E型を使用する場合は器具側のソケットに並列にコンデンサーが接続されている。
P型では、このコンデンサーは点灯管の一部として取り付けられてはいるが、点灯管動作時の雑音を防止するためではなく、蛍光灯の点灯(定常放電)中の雑音を防止するために、その効果の最大化を狙って、放電管に並列に接続されている。
点灯管
- 様々な点灯管
- E型口金
- P型口金
- 内部構造

点灯管が通電すると、点灯管内の固定電極と(可動な)バイメタル電極板間に放電が発生する。
その放電により生じた熱で2枚の極板が湾曲·接触して、通電が開始され、蛍光灯の電極が予熱される。
すると、点灯管の放電が消えて、数秒後には電極も冷え、バイメタル電極板が元に戻り、接点が開く。

これによって、点灯管と蛍光灯は数回の点滅を繰り返して、蛍光灯が点灯する。
なお、蛍光灯の点滅は電極のエミッター部材を何度も飛散させ、いずれは蛍光灯は点灯しなくなる。

### 電子点灯管
点灯管の機能を電子回路で実装した電子点灯管(英: pulse starter, electronic fluorescent-lamp starter.)に生産が移行している。
電子点灯管は、蛍光灯の電極を予熱する電気回路と安定器から常にタイミングよく一定電圧の高圧パルスを発生する電気回路を内蔵し、一回の作動で蛍光灯をすぐに点灯させる。
点灯管が数度のスイッチングを要するのに対して、一度のスイッチングで蛍光灯を点灯させる電子点灯管は蛍光灯の寿命低減を緩和する。
電子点灯管
- 等価電子回路図
- 回路構成
- 接続
- 点灯管構成(P型口金)

電子点灯管では、点灯管の動作が電子回路で実装されており一回の動作で蛍光灯を点灯させられるため、ラピッドスタート方式や高周波点灯方式のように点灯する。
また、蛍光灯の電極が確実に予熱されるため、点滅も一回のみであり、蛍光灯電極が劣化し難い。
電子点灯管電源のオンとオフが素早く繰り返され続けると蛍光灯が不点灯となるが、その場合には数十秒以上の間隔を空けたうえで再度オンにすれば蛍光灯が再点灯する。
グロー式点灯管と比較すると、蛍光灯の点灯に要する時間は遥かに短く、また、イニシャルコスト以上に遥かに長寿命であり、ランニングコストは安く済む。
なお、ASICを電子点灯管に組み込み、蛍光灯の電極予熱と放電を開始させる高圧パルスの発生で点灯管の消耗を極力抑えるものもある。

## 規格
接続形状としては、電球と同様に捻じ込んで使うエジソンソケット(E型:E17)と差し込んだ後に捻って固定するピンソケット(P型:P21)の2種類のライトソケットがある。
| 対応する蛍光灯 | 口金 | 点灯管 | 電子点灯管 |
| -------------- | ---- | ------ | ---------- |
| 4~10形         | E17  | FG-7E  | FE-7E      |
| 10~30形        | E17  | FG-1E  | FE-1E      |
| 4~10形         | P21  | FG-7P  | -          |
| 10~30形        | P21  | FG-1P  | -          |
| 28·32形        | P21  | FG-5P  | FE-5P      |
| 36·40形        | P21  | FG-4P  | FE-4P      |

## 製造業者
点灯管の需要は2009年頃から縮小傾向にある。
各製造業者は、グロー式点灯管の製造を縮小または終了し、電子点灯管の製造に切り替え、蛍光灯や電球型蛍光灯と共に交換用途に絞って生産を継続している。

### 日本
- パナソニックライティングデバイス (Panasonic)
- 東芝ライテック[R 9][R 10] (TOSHIBA)
- 日立グローバルライフソリューションズ[R 11] (HITACHI)
- ホタルクス[A 3][R 12] (Hotalux)
- 三菱電機照明[R 13] (MITSUBISHI)
- 朝日電器[R 14][R 15] (ELPA)
- オーム電機[R 16][R 17] (OHM)
- ヤザワコーポレーション[R 18][R 19][R 20] (YAZAWA)
- トヨスター[R 21] (TOYOSTAR)
- マクサー電機[R 22] (MX)
- ディーシーティ[R 4][R 5] (DCT)

| 製造元     | 点灯管 | 点灯管 | 点灯管 | 点灯管 | 点灯管 | 点灯管 | 電子点灯管 | 電子点灯管 | 電子点灯管 | 電子点灯管 |
| 製造元     | FG-7E  | FG-1E  | FG-7P  | FG-1P  | FG-5P  | FG-4P  | FE-7E      | FE-1E      | FE-5P      | FE-4P      |
| ---------- | ------ | ------ | ------ | ------ | ------ | ------ | ---------- | ---------- | ---------- | ---------- |
| Panasonic  | ●      | ●      | ●      | ●      | ●      | ●      | ●          | ●          | ●          | ●          |
| TOSHIBA    | ○      | ○      | ○      | ○      | ○      | ○      | ●          | ●          | ●          | ●          |
| HITACHI    | ○      | ○      | ○      | ○      | ○      | ○      | ×          | ○          | ○          | ○          |
| Hotalux    | ○      | ○      | ○      | ○      | ○      | ○      | ×          | ●          | ×          | ●          |
| MITSUBISHI | ○      | ○      | ○      | ○      | ○      | ○      | ×          | ×          | ×          | ×          |
| ELPA       | ●      | ●      | ●      | ●      | ●      | ●      | ×          | ●          | ●          | ●          |
| OHM        | ●      | ●      | ●      | ●      | ●      | ●      | ×          | ○          | ○          | ○          |
| YAZAWA     | ●      | ●      | ●      | ●      | ●      | ●      | ×          | ●          | ○          | ●          |
| TOYOSTAR   | ●      | ●      | ●      | ●      | ●      | ●      | ×          | ●          | ●          | ●          |
| MX         | ○      | ○      | ○      | ○      | ○      | ○      | ○          | ○          | ○          | ○          |
| DCT        | ×      | ×      | ×      | ×      | ×      | ×      | ×          | ●          | ●          | ●          |

### 外国
- Philips Lighting[R 86] (PHILIPS)
- BG Electrical[R 87][R 88] (BG)
- GE Lighting (GE)
- Leviton[R 89] (Leviton)
- EiKO (EiKO)
- Havells Sylvania (SYLVANIA)
- Crompton Lamps[R 90] (Crompton)
- xavax (xavax)
- Surelite[R 91] (Surelite)

中国
- 佛山电器照明股份有限公司(FSL)

- 世纪亚明照明 (YAMING)

台湾
- 海得電子股份有限公司(Haiton)

- 和湳股份有限公司(HN)
- 正裕起動有限公司(HUL)

- 台灣日光燈 (TFC)（とうさん）

## 脚註

### 註釈
1. ↑  金属製の外装は基本的にP型のみに実装されている。
2. ↑  E型の一部では、電球のようにガラス管が外装を兼ねて、内部の電極が観察できるものもある。
3. ↑  2019年04月01日にNECライティングから照明事業を譲渡されて発足した
4. ↑  G-54BN
5. ↑  G-50BN
6. ↑  G-55BN
7. ↑  G-51BN
8. ↑  G-53BN
9. ↑  G-52BN
10. ↑  EDG-10
11. ↑  EDG-50
12. ↑  EDG-40